# أمل جمال
أمل جمال (مواليد يركا، 1962) باحث في مجال النظرية السياسية والاتصالاتية المقارنة والفكر السياسي وعمليات الدمقرطة والمجتمع المدني، ومدير فرع الاتصال السياسي في قسم العلوم السياسية في جامعة تل أبيب، حاصل على درجة الدكتوراة في العلوم السياسية، وشغل منصب مدير عام مركز إعلام للحريات الإعلامية في الناصرة.

## الدراسة
بدأ دراسته الجامعية في الجامعة العبرية في القدس عام 1984، حيث درس فيها البكالوريوس في موضوعي العلوم السياسية، والأدب الانجليزي وتخرّج عام 1988، ثم أكمل أمل جمال دراسته مباشرةً في الجامعة العبرية وحصل على الماجستير في العلوم السياسية عام 1992.
بعدها حصل أمل جمال عام 1996 على الدكتوراة في العلوم السياسية من جامعة برلين الحرة في ألمانيا.

## أبحاث وكتب
نشر أمل جمال الكثير من الدراسات في مجالات تخصصه في النظرية السياسية، وعمليات الدمقرطة، والقومية، والمواطنة، والمجتمع المدني، والحركات الاجتماعية، والأقليات. نُشرت مؤلفاته في العديد من المنشورات الأكاديمية.